# Vương Đình Nhỏ
Vương Đình Nhỏ (10 tháng 2 năm 1925 – 26 tháng 1 năm 1990) là một người lính công binh Việt Nam, chuyên tháo gỡ bom mìn, được mệnh danh là "Vua phá bom" với thành tích phá bom giữ kỷ lục cao nhất Việt Nam . Ông được truy phong Anh hùng lực lượng vũ trang nhân dân Việt Nam.

## Tiểu sử
Ông sinh tại xã Kỳ Thịnh, huyện Kỳ Anh tỉnh Hà Tĩnh trong một gia đình bần cố nông . Năm 1948 ông tham gia quân đội. Từ năm 1954 đến 1964 ông là tiểu đội trưởng bộ binh. Từ năm 1964 đến 1967 ông là trung đội trưởng công binh với nhiệm vụ chuyên phá gỡ bom mìn ứng cứu đường. Từ tháng 7 năm 1967 ông chuyển ngành về ty Giao thông và tiếp tục làm nhiệm vụ phá dỡ bom trên các cung đường. Các tuyến đường ở Hà Tĩnh thời gian đó đều có bàn tay ông phá bom, đặc biệt là tuyến 15A tại Ngã ba Đồng Lộc .
Trong năm 1968, tại Đồng Lộc, Vương Đình Nhỏ đã chỉ huy phá 529 quả bom, riêng bản thân phá 198 quả. Tính trong suốt sự nghiệp, theo các tài liệu khác nhau, ông đã trực tiếp và chỉ huy phá từ hơn 1800 đến 1900 quả bom .
Vương Đình Nhỏ đã nghiên cứu và đưa ra cách phá bom làm bom bay ra cách xa tim đường mới nổ. Do đó bom bị phá mà vẫn đảm bảo an toàn cho đường. Ngoài ra ông còn thu được hàng trăm kg thuốc nổ từ bom. Ông cũng bị bom vùi lấp hàng chục lần, nhiều lần bị sức ép bom nổ gần làm huỷ hoại sức khoẻ và thân thể.
Năm 1972 ông tiếp tục tham gia đội phá bom, ngư lôi ở phà Linh Cảm trên sông La.
Sau chiến tranh, Vương Đình Nhỏ chuyển về Đoạn quản lý đường bộ cạnh nhà. Do sức khoẻ và thương tật của chiến tranh, năm 1977 ông nghỉ hưu và sinh sống tại một ngôi làng nhỏ cách Ngã ba Đồng Lộc chừng 500m. Sau khi nghỉ hưu ông vẫn được mời đi phá bom ở các xã, huyện trong tỉnh Hà Tĩnh, những tỉnh lân cận như Nghệ An, Quảng Bình .

### Qua đời
Năm 1990 huyện Hướng Hóa tỉnh Quảng Trị còn nhiều bom sót lại từ chiến tranh. Chính quyền mời Vương Đình Nhỏ vào phá bom giúp. Trưa ngày 26 tháng 1 năm 1990, ông cùng ba người giúp việc đang tháo gỡ một quả bom lớn nặng vài tạ nằm bên cạnh cầu Cà Tang thuộc bản Cà Tang. Tuy nhiên quả bom đã phát nổ và làm cả bốn người thiệt mạng. Xương thịt còn lại của họ được táng chung vào một ngôi mộ cạnh hố bom đó .
Sau đó, mộ của họ nằm trong khu công nghiệp nên phải di dời. Đồng bào dân tộc Vân Kiều ở bản Cà Tang đã chuyển ngôi mộ chung vào nghĩa trang của họ .

## Gia đình
Trong cuộc đời Vương Đình Nhỏ từng hai lần lập gia đình. Người vợ đầu tiên Lê Thị Nhưng ở quê nhà có với ông một người con trai . Trong thời gian ông ra chiến trường bà có quan hệ với người đàn ông khác nên ông đã ly hôn năm 1968. Người vợ thứ hai của ông tên Trần Thị Luận ở cạnh ngã ba Đồng Lộc, kém ông 19 tuổi. Hai ông bà làm lễ cưới năm 1970  và có với nhau sáu người con. Gia đình ông gặp nhiều khó khăn trong cuộc sống. Sau khi ông qua đời, các con của ông bà đều phải lao động từ sớm để giúp gia đình. Cũng vì vậy mà sáu đứa con chỉ duy nhất cô con gái út học hết phổ thông và học tiếp Trung cấp du lịch, còn 5 người con lớn không ai học hết lớp 7. Sau khi tốt nghiệp Vương Thị Thương, con gái út của ông, về làm tại Ban quản lý Khu di tích Đồng Lộc với vai trò hướng dẫn viên tại Phòng truyền thống Ngã ba Đồng Lộc .

## Vinh danh
Do một số trục trặc, hiểu nhầm nên đến năm 2005 Vương Đình Nhỏ mới được truy phong anh hùng. Trong thời chiến ông được tặng thưởng 1 Huân chương Quyết thắng, 1 Huân chương Chiến thắng, 3 bằng khen của Thủ tướng Chính phủ . Những dụng cụ để phá bom của ông như dây điện, thỏi nam châm... hiện được trưng bày tại Phòng truyền thống Ngã ba Đồng Lộc .